# Romeinse villa Steenbeke

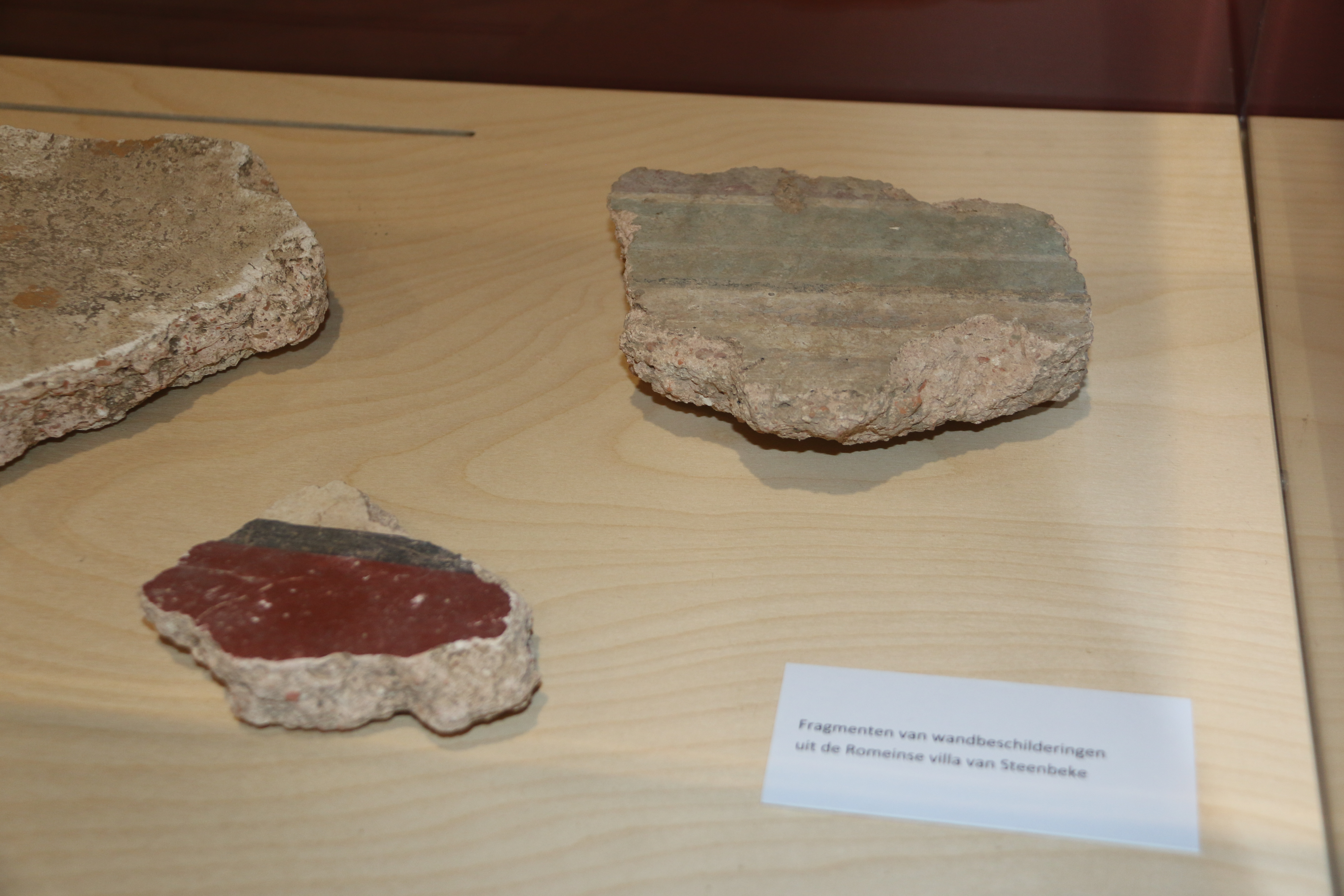
Fragmenten van wandbeschilderingen uit Romeinse villa Steenbeke

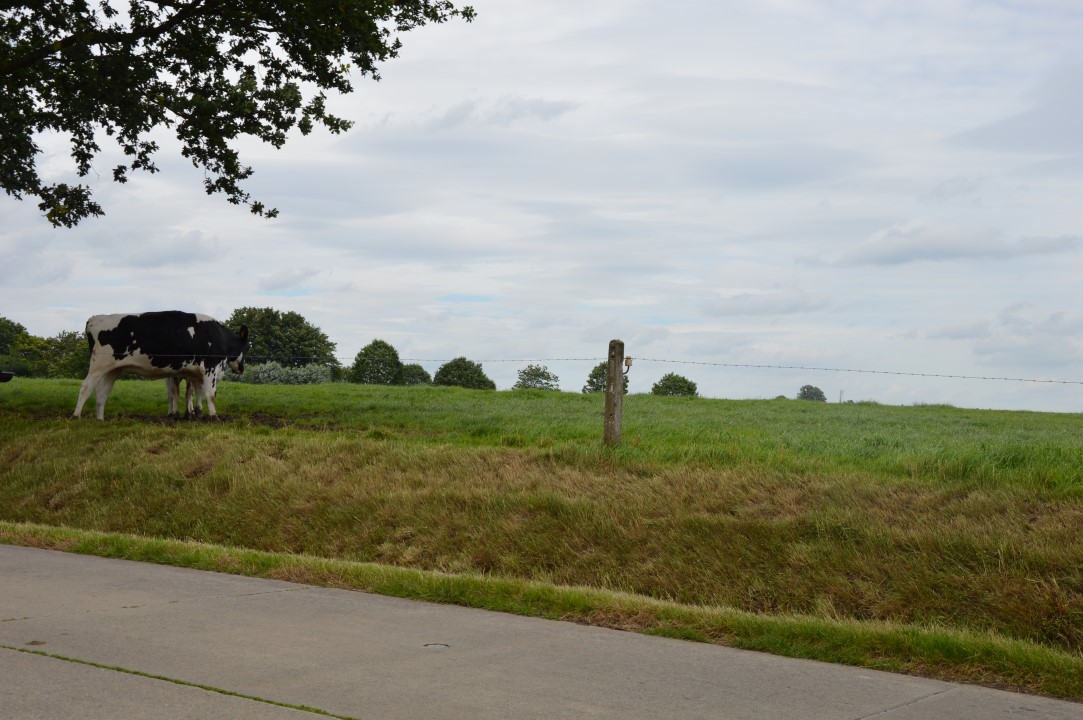
Terrein van de opgravingen

De Romeinse villa Steenbeke is een terrein met de archeologische resten van een Romeinse villa aan de Steenbekestraat in Velzeke-Ruddershove (bij Elene), deelgemeente van Zottegem. De villa lag ten noordoosten van de vicus Velzeke. Midden 1ste eeuw n.C. werd een boerderij in vakwerk opgetrokken op een plateau langs de Passemarebeek. In de 2de eeuw n.C. werd een monumentaler gebouw opgetrokken met zuilenportiek, op een stenen sokkelfundering. In 1987-1988 werden noodopgravingen uitgevoerd voor de aanleg van ruilverkavelingswegen. In het oostelijke gedeelte van de opgraving werden vertrekken van een Romeinse villa gevonden: één vertrek had een hypocaustum-verwarmingssysteem met twee stookplaatsen. De woonvertrekken hadden veelkleurige wandschilderingen. Sinds 1993 is de site een beschermd monument. Op Erfgoeddag 2024 werden op basis van wandfragmenten uit de villa schilderingen gehercreëerd in het Provinciaal Archeocentrum Velzeke.